# Relativisme estètic
Relativisme estètic és el punt de vista filosòfic que la sentència de la bellesa és relativa en les persones, cultures, èpoques i contextos, i que no existeix un criteri universal de la bellesa. Per exemple, estàtues com la de la Venus de Willendorf o les pintures de dones de Rubens s'haurien considerat com formes ideals de bellesa quan es van pintar, però avui en dia es pot considerar com persones engrossides, mentre que els estàndards actuals de bellesa (com ara aquells característics que apareixen en les portades de les revistes de moda contemporània) podrien haver estat considerats res ideals en l'època de Rubens.
Relativisme estètic és una varietat de la filosofia coneguda generalment com a relativisme, la qual expressa dubtes sobre la possibilitat d'accés directe epistèmic al "món exterior", i que per tant, la qual després rebutja l'afirmació positiva que es fa sobre el món exterior que pot ser conegut com sent objectivament veritat. Altres varietats inclouen el relativisme cognitiu (qua afirma generalment que tota veritat i coneixement és relatiu) i el relativisme ètic (que afirma que els judicis morals són relatius). El relativisme estètic i ètic són sub-categories de relativisme cognitiu.
Els filòsofs que han influït en el pensament relativista inclouen:
- David Hume, particularment amb el seu "escepticisme radical" com establí en Un Tractat de Naturalesa Humana
- Thomas Kuhn, pel que fa a la història i la filosofia de la ciència, i particularment el seu treball L'Estructura de les Revolucions Científiques
- Friedrich Nietzsche, en la filosofia moral i l'epistemologia
- Richard Rorty, en la contingència del llenguatge